# قائمة شخصيات ظهرت على طوابع البريد المغربية
هذه قائمة بأسماء الأشخاص الذين وُضعت صورهم على طوابع البريد المغربي.

## أشخاص ظهروا على طوابع المغرب

### الحماية الفرنسية (1912-1955)
كان المغرب تحت الحماية الفرنسية من عام 1912 إلى عام 1956. وخلال هذه الفترة، كان عدد قليل جدًا من الطوابع يصور شخصيات. الأول هو هوبير ليوتي، مارشال فرنسا، في عام 1935. وقد ظهر مرة أخرى في عامي 1946 و1954. والشخصية الأخرى الوحيدة التي ظهرت على طابع بريدي من الحماية المغربية هي فيليب لوكلير دو أوتكلوك، في عام 1951.
| الاسم                   | صورة | سنوات الاصدار  | الدولة والوظيفة | عدد الطوابع |
| ----------------------- | ---- | -------------- | --------------- | ----------- |
| هوبير ليوتي             |      | 1935 1946 1954 | جنرال فرنسي     | 12          |
| فيليب لوكلير دو أوتكلوك |      | 1951           | جنرال فرنسي     | 4           |

### المملكة المغربية (1956-)
عند استقلال البلاد، صدر أول طابع بريدي يحمل صورة محمد الخامس، الملك الجديد للمغرب، الذي تم تصويره لاحقًا في مناسبات عديدة أثناء حكمه، قبل أن يخلفه ابنه الحسن الثاني. ابتداء من عام 2010، في عهد محمد السادس، تم إصدار المزيد من الطوابع مع شخصيات مغربية على وجه الخصوص.
| الاسم                   | سنوات الاصدار       | الدولة والوظيفة          | عدد الطوابع | ملاحظات                                                                    |
| ----------------------- | ------------------- | ------------------------ | ----------- | -------------------------------------------------------------------------- |
| للا أمينة               | 1959                | أميرة مغربية             | 3           | بمناسبة أسبوع الطفولة.                                                     |
| باتريس لومومبا          | 1962                | سياسي كونغولي            | 2           |                                                                            |
| مولاي إسماعيل           | 1963                | سلطان مغربي              | 1           | بمناسبة الذكرى المئوية الثالثة لمدينة مكناس.                               |
| ابن بطوطة               | 1963 1966 1997 2004 | رحالة مغربي              | 4           | بمناسبة الملتقى الدولي لابن بطوطة. بمناسبة الذكرى الـ700 لميلاد ابن بطوطة. |
| للا أسماء               | 1968                | أميرة مغربية             | 1           | بمناسبة أسبوع الطفولة.                                                     |
| للا مريم                | 1968                | أميرة مغربية             | 1           | بمناسبة أسبوع الطفولة.                                                     |
| محمد السادس             | 1968 2019           | ولي العهد، ثم ملك المغرب | 3           | بمناسبة أسبوع الطفولة. بمناسبة الذكرى العشرين لعيد العرش.                  |
| مهاتما غاندي            | 1969                | سياسي هندي               | 1           | بمناسبة الذكرى المئوية لغاندي.                                             |
| محمد رضا بهلوي          | 1971                | شاه إيران                | 1           | بمناسبة الذكرى 2500 لإمبراطورية إيران.                                     |
| محمد علي جناح           | 1977                | سياسي باكستاني           | 1           | بمناسبة الذكرى المائوية لمحمد علي جناح.                                    |
| روبرت كوخ               | 1982                | طبيب ألماني              | 1           | بمناسبة الذكرى المئوية لاكتشاف جرثوم داء السل.                             |
| أنطوان دو سانت إكزوبيري | 2000                | كاتب فرنسي               | 1           | بمناسبة الذكرى المئوية لميلاد أنطوان سانت إكزوبيري.                        |
| لويس برايل              | 2009                | مخترع فرنسي              | 1           | بمناسبة ذكرى مرور مائتي سنة على ميلاد لويس براي.                           |
| عبد الرحمن بن زيدان     | 2011                | مؤرخ مغربي               | 1           |                                                                            |
| أبو شعيب الدكالي        | 2011                | فقيه مغربي               | 1           |                                                                            |
| محمد بن العربي العلوي   | 2011                | فقيه مغربي               | 1           |                                                                            |
| محمد المختار السوسي     | 2011                | مؤرخ مغربي               | 1           |                                                                            |
| عبد الله كنون           | 2011                | مؤرخ مغربي               | 1           |                                                                            |
| محمد الثالث بن عبد الله | 2013                | سلطان مغربي              | 1           |                                                                            |
| أبو علي الحسن اليوسي    | 2013                | كاتب مغربي               | 1           |                                                                            |
| أبو القاسم الزياني      | 2013                | كاتب مغربي               | 1           |                                                                            |
| محمد بن علي الرباطي     | 2013                | رسام مغربي               | 1           |                                                                            |
| الحسين السلاوي          | 2013                | مغني مغربي               | 1           |                                                                            |
| عبد الكريم الخطيب       | 2015                | سياسي مغربي              | 1           |                                                                            |
| موحا أوحمو الزياني      | 2015                | مقاوم مغربي              | 1           |                                                                            |
| أحمد الطيب العلج        | 2015                | ممثل مغربي               | 1           |                                                                            |
| العربي بن مبارك         | 2015                | لاعب كرة قدم مغربي       | 1           |                                                                            |
| أحمد بلافريج            | 2015                | سياسي مغربي              | 1           |                                                                            |
| مليكة الفاسي            | 2022                | كاتبة مغربية             | 1           |                                                                            |
| ثريا الشاوي             | 2022                | ربانة مغربية             | 1           |                                                                            |
| فاطمة المرنيسي          | 2022                | كاتبة مغربية             | 1           |                                                                            |

## معرض الصور
- طوابع بمناسبة أسبوع الطفولة
- طابع بمناسبة الذكرى العاشرة لتربع الحسن الثاني على العرش
- طوابع بمناسبة الذكرى الخمسين لميلاد محمد السادس
- طابع بمناسبة الملتقى الدولي لابن بطوطة